# Alfred Elmiger

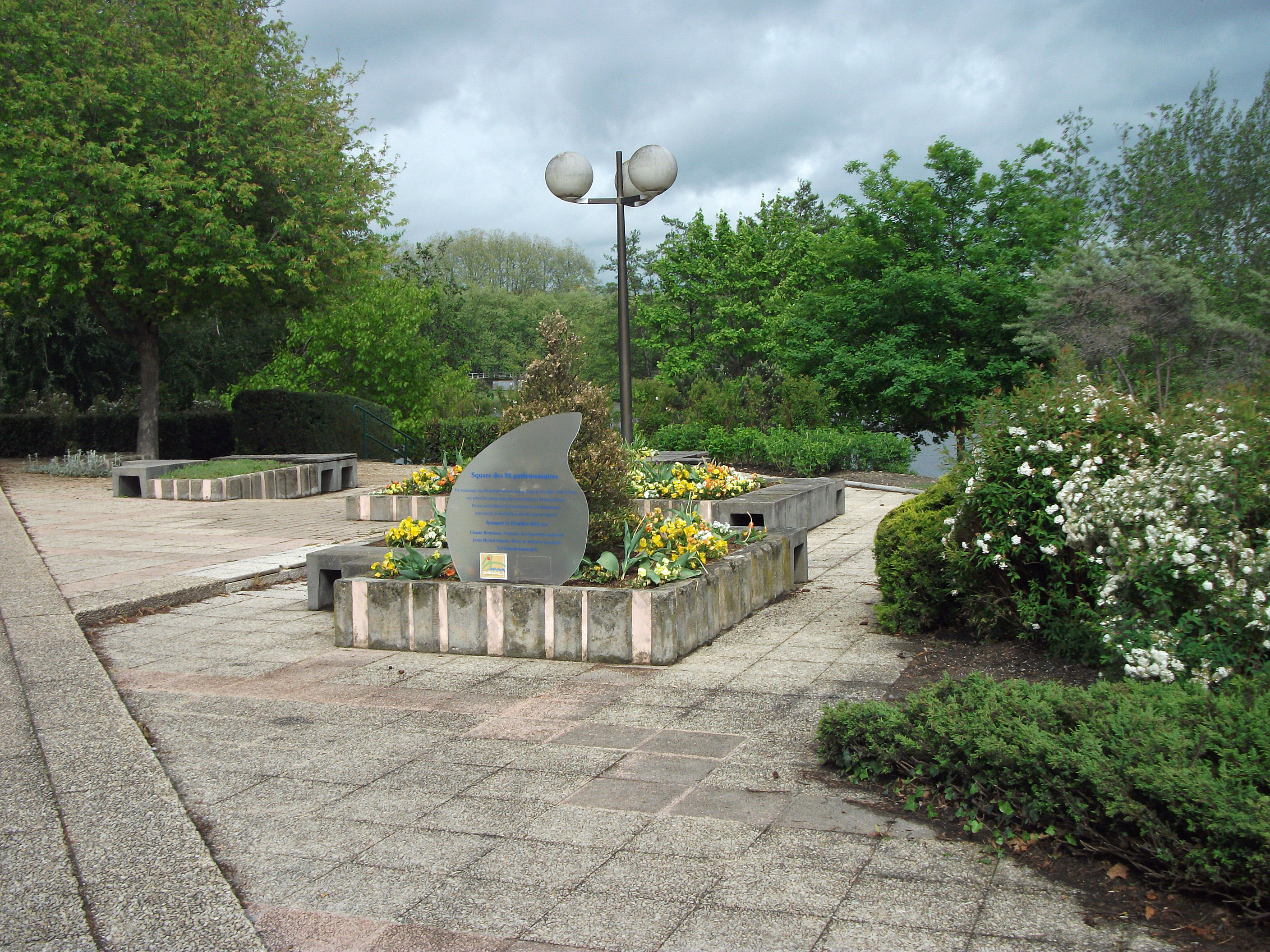
Bellerive-sur-Allier – Square des 80 Parlementaires (2014)

Alfred Elmiger (* 29. März 1886 in Lyon; † 3. Dezember 1958 ebenda) war ein französischer Politiker während der Dritten Republik. Er gehörte zu den „quatre-vingts“, also den achtzig Abgeordneten, die am 10. Juli 1940 gegen die diktatorischen Vollmachten für Philippe Pétain stimmten.

## Leben
Als Sohn von Arbeitern mit acht Geschwistern musste Alfred Elmiger nach seiner Grundschulzeit im Alter von vierzehn Jahren arbeiten. Er setzte seine Ausbildung jedoch alleine fort und machte sein Baccalauréat als freier Kandidat. Anschließend studierte er Pharmazie und ließ sich als Apotheker in seinem Heimatviertel Croix Rousse nieder.
Bei den Parlamentswahlen von 1936 wurde er als „unabhängiger Republikaner“ zum Abgeordneten des fünften Wahlkreises von Lyon gewählt. Elmiger gehörte keiner Partei und keinem politischen Komitee an, wurde aber auf lokaler Ebene von den Sektionen der Jeune République und der Parti démocrate populaire de la Croix Rousse unterstützt, die beide dem sozial-katholischen Milieu zuzurechnen sind.
In der Abgeordnetenkammer schloss er sich der Fraktion der Gauche indépendante (Unabhängige Linke) an. Nahe an den pazifistischen Demonstrationen in Lyon auf Initiative der Parti républicain, radical et radical-socialiste im Jahr 1937, schrieb er vor der Münchner Konferenz 1938 an den Ratspräsidenten Edouard Daladier und forderte ihn auf, die Tschechoslowakei gegen Deutschland entschieden zu unterstützen.
Er gehörte zu den 80 Parlamentariern, die am 10. Juli 1940 gegen die erweiterten Vollmachten für Philippe Pétain stimmten und damit das einzigartige Verhalten der Parlamentarier des Départements Rhône (acht dagegen, zwei Enthaltungen, sechs dafür und drei abwesend) insbesondere durch den Einfluss von Laurent Bonnevay bestätigten. Nach seiner Rückkehr nach Lyon traf sich Elmiger am 11. Juli in Bonnevays Büro des Generalrats der Rhône mit anderen Résistants, um in einem Manifest die Gründe für ihre gemeinsame Haltung gegen die Vollmachten festzuhalten, d. h. gegen „eine persönliche Macht [...] mit autokratischem Charakter, die sich an totalitären Ländern orientiert“.
Alfred Elmiger kandidierte im ersten Wahlkreis der Rhône bei den Wahlen zur ersten verfassungsgebenden Nationalversammlung am 21. Oktober 1945, wurde jedoch geschlagen. Er gab daraufhin das politische Leben auf, um sich dem Betrieb seiner Apotheke zu widmen, und starb am 3. Dezember 1958 in Lyon.